# Esperienza di Eötvös
L'esperienza di Eötvös fu un famoso esperimento della fisica della fine del XIX secolo che misurò la correlazione tra massa inerziale e massa gravitazionale, dimostrandone l'equivalenza con una precisione fino ad allora impossibile da raggiungere. 

## Importanza
L'esperimento principale fu compiuto da Loránd Eötvös nel 1885, con vari miglioramenti nell'arco di tempo compreso tra il 1906 e il 1909. La squadra di Eötvös proseguì con una serie di esperimenti simili ma più precisi, con vari materiali e in vari luoghi della Terra, che dimostrarono tutti la stessa equivalenza. Questi esperimenti diedero un forte contributo alla moderna nozione del principio di equivalenza, codificata nella teoria della relatività generale. In essa viene assunto come principio l'uguaglianza dei due concetti (e quindi la possibilità di eliminare la massa gravitazionale, a questo punto superflua).

## Apparato sperimentale

Schema dell'esperimento originale di Eötvös

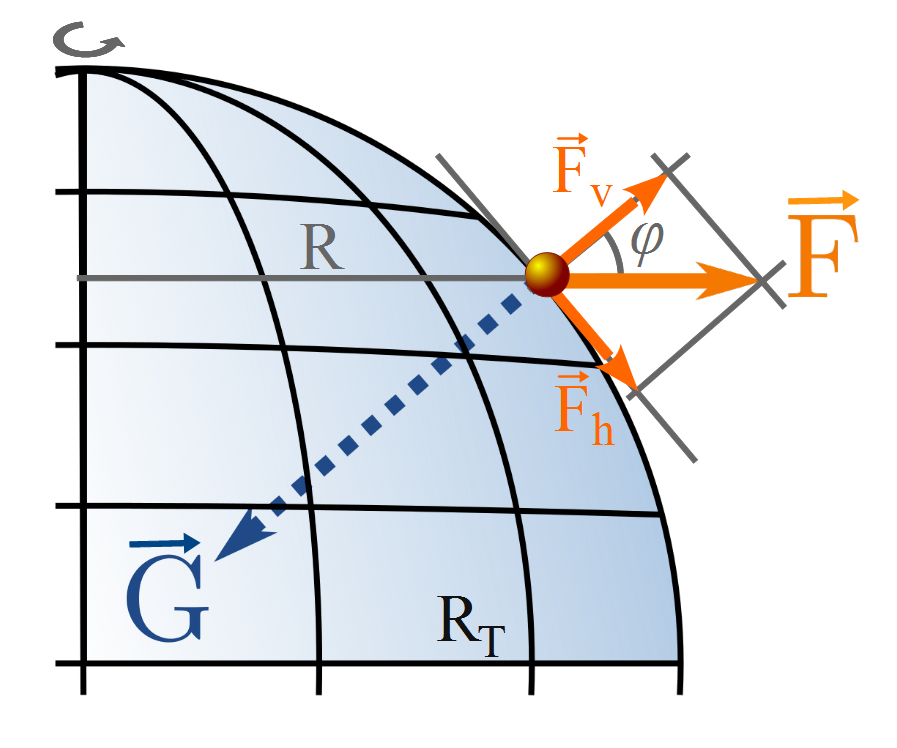
Direzione della forza di gravità e della forza centrifuga sulla superficie della terra.

L'apparato sperimentale originale di Eötvös consisteva in due masse fissate agli estremi di un'asta rigida, appesa dal suo centro tramite un sottile filo. Uno specchio applicato all'asta, o al filo, rifletteva la luce in un piccolo telescopio. Ogni piccola rotazione dell'asta avrebbe causato la deflessione del raggio di luce. questa deflessione sarebbe stata osservabile grazie all'ingrandimento del telescopio.
Nel sistema di riferimento della terra le forze agenti sul sistema sono: la tensione del filo, la forza di gravità e la forza centrifuga dovuta alla rotazione terrestre. La gravità è calcolata tramite la legge di gravitazione universale di Newton e dipende dalla massa gravitazionale. La forza centrifuga è ricavata da considerazioni cinematiche riguardanti i sistemi di riferimento non inerziali, e dipende dalla massa inerziale.
L'esperimento era predisposto in modo tale che se le masse inerziali e gravitazionali dei corpi alle estremità dell'asta fossero state diverse, le due forze non si sarebbero cancellate esattamente e nel tempo l'asta avrebbe ruotato. Nel sistema di riferimento della Terra la tensione del filo, sommata alla forza centrifuga (molto minore), bilancia la forza peso, mentre in qualsiasi sistema di riferimento inerziale il vettore somma del peso e della tensione fa ruotare l'oggetto insieme alla Terra.
Affinché l'asta sia ferma nel sistema di riferimento della Terra, le forze che agiscono sulle due masse devono creare un momento torcente nullo (l'unico grado di libertà è la rotazione sul piano orizzontale). Se il rapporto fra le forze centrifughe agenti sulle due masse fosse diverso dal rapporto fra le forze peso, l'asta ruoterebbe. 

### Formulazione matematica
Il sistema di riferimento della Terra non è un sistema di riferimento inerziale, poiché la terra gira su se stessa attorno all'asse Nord-Sud.
Le forze principali che agiscono sulle masse, {\displaystyle m_{1}} e {\displaystyle m_{2}}, sono la forza peso, {\displaystyle G_{1}} e {\displaystyle G_{2}}, e la forza centrifuga, {\displaystyle F_{1}} e {\displaystyle F_{2}}, che è dovuta alla rotazione della Terra. La forza di gravità si calcola applicando la legge di gravitazione universale di Newton, che dipende dalla massa gravitazionale, {\displaystyle m_{g1}} e {\displaystyle m_{g2}}, dalla massa gravitazionale della Terra, {\displaystyle M_{T}}, dal raggio della Terra, {\displaystyle R_{T}}, e dalla costante di gravitazione universale, {\displaystyle G}:
Se il rapporto fra F1 e F2 è diverso dal rapporto fra G1 e G2, l'asta gira. 
La forza centrifuga si calcola con le leggi di Newton e dipende dalla massa inerziale di ogni sfera, {\displaystyle m_{i1}} e {\displaystyle m_{i2}}, dalla velocità angolare della rotazione della Terra, {\displaystyle \omega _{T}}, e dal raggio del parallelo del punto in cui si sta realizzando l'esperimento, {\displaystyle R=R_{T}\cdot \cos \phi }:
Sul piano verticale agiscono due tipi di forza che possono far ruotare il braccio verticalmente: la forza peso che tira le masse verso il centro della Terra:
e la componente verticale della forza centrifuga che tira le masse verso l'esterno, in verso opposto alla forza gravitazionale:
L'asta rimane orizzontale perché i momenti delle forze che agiscono sul piano verticale sono uguali. Lo strumento è stato infatti costruito in modo che le masse siano in equilibrio verticalmente, {\displaystyle \tau _{v1}=\tau _{v2}}:
Sul piano orizzontale invece è presente solo la componente orizzontale della forza centrifuga:
Se il braccio della bilancia è in equilibrio verticalmente, allora se le masse inerziali e gravitazionali sono uguali lo sarà anche orizzontalmente. Però se i due tipi di massa sono diversi, le componenti della forza centrifuga orizzontale produrranno un momento:
che darà luogo a una piccola rotazione dell'asta sul piano orizzontale.

## I vari esperimenti
Gli esperimenti iniziali, attorno al 1885, confermarono la sostanziale equivalenza dei due tipi di massa, e Eötvös stesso migliorò l'esperimento per dimostrarlo con una migliore precisione. Nel 1889 usò lo stesso dispositivo con masse di diverso materiale per vedere se l'equivalenza dipendesse o no dal materiale utilizzato: non venne però misurato nessun cambiamento, entro una precisione di 1 su 20 milioni. Eötvös pubblicò i suoi risultati nel 1890, così come una misura della massa della collina di S. Gerardo a Budapest.
L'anno successivo cominciò a lavorare ad una versione modificata dell'apparato sperimentale, da lui chiamata "variometro orizzontale". In questa nuova disposizione una delle due masse ad un capo dell'asta è sostenuta da un filo, anziché essere semplicemente applicata alla fine della sbarra. Questo permise di misurare la torsione in due dimensioni e quindi anche la componente locale orizzontale dell'accelerazione di gravità; la precisione totale dello strumento risultò ancora migliorata. Ora ci si riferisce generalmente a questo apparato come "bilancia di Eötvös" ed esso viene correntemente usato nella ricerca di variazioni locali della densità della crosta terrestre.
Attraverso l'uso di questo strumento Loránd Eötvös, assieme ai fisici Pekár e Fekete, condussero una serie di esperimenti a partire dal 1906 della durata totale di 4000 ore. I risultati furono presentati per la prima volta alla 16ª Conferenza Geodetica Internazionale, tenuta a Londra nel 1909, incrementando la precisione della conferma dell'equivalenza tra le masse inerziale e gravitazionale a 1 su 100 milioni. Eötvös morì nel 1919, e i risultati definitivi furono pubblicati solo nel 1922 da Pekár e Fekete.
Eötvös studiò anche esperimenti simili condotti da altri gruppi su navi in movimento, che hanno portato all'idea dell'effetto Eötvös per spiegare le piccole differenze misurate. Queste differenze sono causate dalle forze addizionali dovute al moto delle navi relativamente alla Terra, un effetto che fu dimostrato in ulteriori esperimenti effettuati nel Mar Nero nel 1908.
Nel 1930 un ex-studente di Eötvös, J. Renner, migliorò ulteriormente i risultati fino a accuratezze di 1 su 2 fino a 5 miliardi. Robert H. Dicke con P. G. Roll e R. Krotkov rifecero l'esperimento molto dopo usando un apparato migliorato e migliorarono ulteriormente l'accuratezza fino a 1 su 100 miliardi. Fecero anche diverse osservazioni sull'esperimento originale che hanno suggerito che l'accuratezza dichiarata era in qualche modo sospetta. Il riesame dei dati alla luce di queste osservazioni ha condotto ad un apparente sottilissimo effetto che sembra suggerire che il principio di equivalenza non fosse esatto, e cambiasse a seconda del tipo di materiale. 
Negli anni '80 molte nuove teorie, nel tentativo di combinare la gravitazione e la fisica quantistica, hanno proposto che la gravità agisca sulla materia e sull'antimateria in modo leggermente differente. Considerando le affermazioni di Dicke, sembrò possibile misurare tali differenze, e questo portò a una nuova serie di esperimenti "alla Eötvös" (e anche a misure della caduta del grave in colonne a vuoto) che infine dimostrarono l'assenza di tale effetto. Un effetto collaterale di questi esperimenti è stato il riesame dei dati originali di Eötvös, inclusi i dettagliati studi di stratigrafia, la disposizione fisica dell'Istituto di Fisica (che Eötvös in persona aveva progettato), e anche il tempo meteorologico e altri effetti. L'esperimento è perciò ben documentato.
Test sul Principio di equivalenza 
| Ricercatore              | Anno    | Metodo               | Differenza/Sensibilità media |
| Giovanni Filopono        | 500 AD? | Drop Tower           | "piccola"                    |
| Simon Stevin             | 1585    | Drop Tower           | 5x10-2                       |
| Galileo Galilei          | 1590?   | Pendolo, Drop Tower  | 2x10-2                       |
| Isaac Newton             | 1686    | Pendolo              | 10-3                         |
| Friedrich Wilhelm Bessel | 1832    | Pendolo              | 2x10-5                       |
| Southerns                | 1910    | Pendolo              | 5x10-6                       |
| Zeeman                   | 1918    | Bilancia di torsione | 3x10-8                       |
| Loránd Eötvös            | 1922    | Bilancia di torsione | 5x10-9                       |
| Potter                   | 1923    | Pendolo              | 3x10-6                       |
| Renner                   | 1935    | Bilancia di torsione | 2x10-9                       |
| Dicke, Roll, Krotkov     | 1964    | Bilancia di torsione | 3x10-11                      |
| Braginsky, Panov         | 1972    | Bilancia di torsione | 10-12                        |
| Shapiro                  | 1976    | Lunar Laser Ranging  | 10-12                        |
| Keiser, Faller           | 1981    | Supporto fluido      | 4x10-11                      |
| Niebauer, et al.         | 1987    | Drop Tower           | 10-10                        |
| Heckel, et al.           | 1989    | Bilancia di torsione | 10-11                        |
| Adelberger, et al.       | 1990    | Bilancia di torsione | 10-12                        |
| Baeßler, et al.          | 1999    | Bilancia di torsione | 5x10-13                      |
| Adelberger, et al.       | 2006    | Bilancia di torsione | 10-13                        |
| Adelberger, et al.       | 2008    | Bilancia di torsione | 3x10-14                      |
| MICROSCOPE               | 2017    | Orbita satellitare   | 10-15                        |